# Homayoun Ershadi

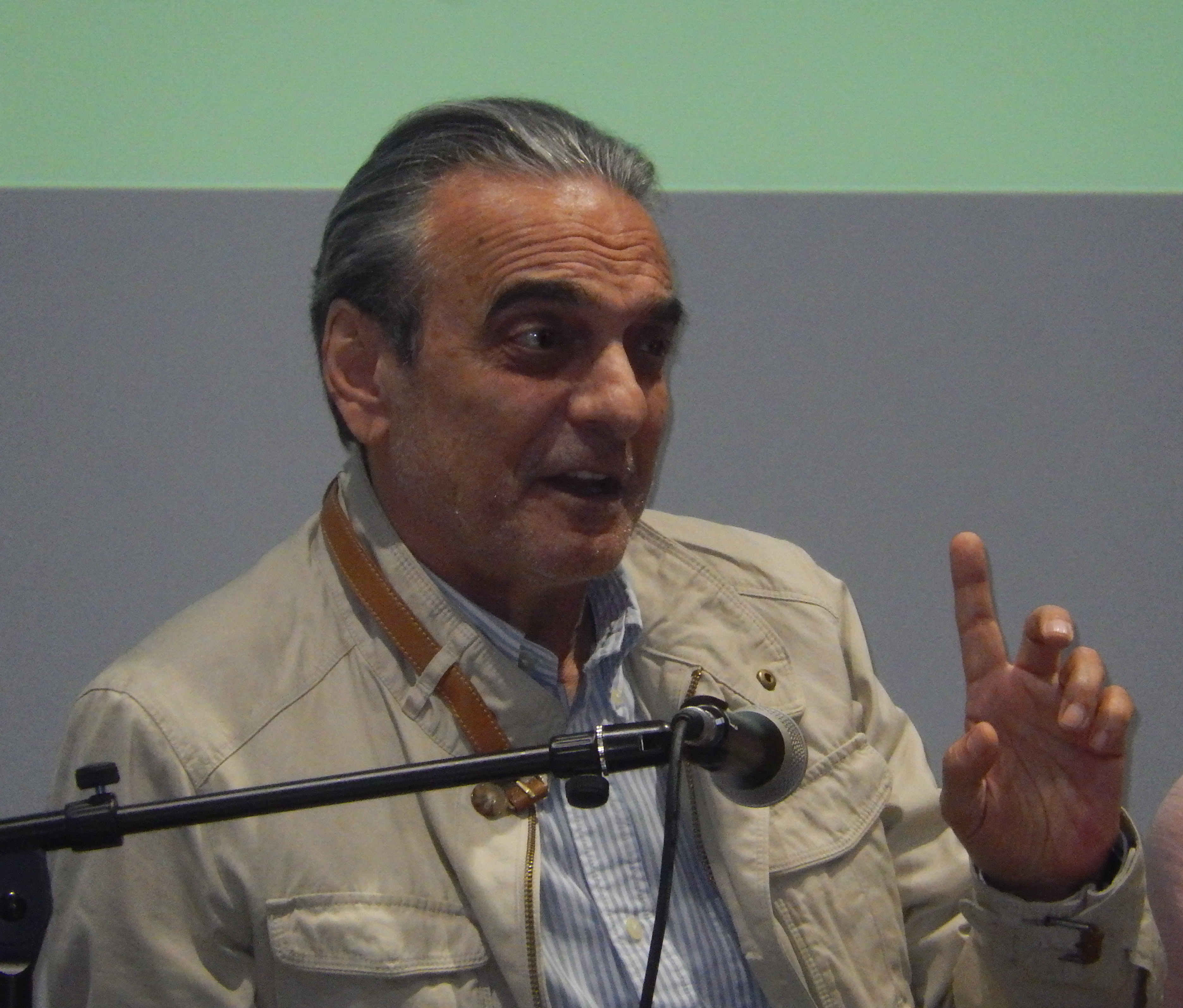
Homayoun Ershadi (2016)

Homayoun Ershadi (persisch همایون ارشادی; * 1947 in Isfahan) ist ein iranischer Schauspieler und ehemaliger Architekt.

## Leben
Ershadi, dessen Vater für die Streitkräfte des Iran arbeitete, absolvierte zunächst den verpflichtenden zweijährigen Militärdienst. Im Jahr 1970 schloss er sein Studium der Architektur an der Universität Venedig ab. Anschließend arbeitete er für die nächsten 25 Jahre als Architekt im Iran und auch international.
Bei einer Autofahrt durch Teheran stoppte er etwas länger an einer roten Ampel, wo der oft mit Laiendarstellern arbeitende Regisseur Abbas Kiarostami an seine Scheibe klopfte und ihm eine Rolle in seinem nächsten Film Der Geschmack der Kirsche anbot. Ershadi stimmte sofort zu und übernahm im Film die Hauptrolle des Herr Badii, der mit dem Auto durch Teheran fährt und einen Helfer für seinen geplanten Suizid sucht. Der Film hatte seine Uraufführung im Mai 1997 bei den Internationalen Filmfestspielen von Cannes, wo er mit der Goldenen Palme ausgezeichnet wurde.
Nach mehreren Rollen in iranischen Filmen übernahm er 2007 in Marc Forsters Literaturverfilmung Drachenläufer die Rolle des Baba. 2012 trat Ershadi in Kathryn Bigelows Action-Thriller Zero Dark Thirty in der Rolle des Hassan Ghul auf.

## Filmografie (Auswahl)
- 1996: Kakadu
- 1997: Der Geschmack der Kirsche (Ta'm-e gīlās)
- 1998: Derakht-e golabi
- 2001: Danza con los sueños
- 2002: Mozahem
- 2003: Jayi digar
- 2003: Die fünfte Reaktion (Vakonesh panjom)
- 2005: Roya-ye khis
- 2005: Sima-ye zani dar doordast
- 2006: Az dourdast
- 2006: Parvandeh-ye Havana
- 2006: Color of Friend
- 2007: Drachenläufer (The Kite Runner)
- 2009: Agora – Die Säulen des Himmels (Agora)
- 2010: Aal
- 2011: Eine iranische Frau (Aynehaye rooberoo)
- 2011: Yeki az ma do nafar
- 2012: The Queen
- 2012: Yek Satr Vagheiat
- 2012: Ye Asheghane-ye Sadeh
- 2012: Narenji Poush
- 2012: Check
- 2012: The Sinners
- 2012: Zero Dark Thirty
- 2012: Eternal
- 2013: Che khoobe ke bargashti
- 2013: One, Two, Three, Five
- 2014: A Most Wanted Man
- 2014: Nakhasteh
- 2014: Panj Setareh
- 2014: Ashbah
- 2014: Be Tehran Khoosh Amadid
- 2015: The Sea and the Flying Fish
- 2015: Utopia
- 2015: Chaharshanbe Khoon Be Pa Mishavad
- 2016: Ali and Nino
- 2016: The Last Inhabitant
- 2016: Aspirin (Miniserie, 6 Episoden)
- 2016: Mohey
- 2016: Ma hameh gonahkarim
- 2017: Italy Italy
- 2017: Enzeva
- 2017: Dead End of Trust
- 2017: Lina
- 2017: Waiting for Kiarostami
- 2018: Sarv Zire Ab
- 2018: Khargioush
- 2018: Hattrick
- 2019–2020: Mankan (Fernsehserie, 22 Episoden)
- 2020: No Choice